# Federazione pallavolistica delle Seychelles
La Federazione seychellese di pallavolo (eng. Seychelles Volleyball Federation, SVF) è un'organizzazione fondata per governare la pratica della pallavolo nelle Seychelles.
Organizza il campionato maschile e femminile, e pone sotto la propria egida la nazionale maschile e femminile.
Ha aderito alla FIVB nel 1982.